# سیارک ۶۶۶۶۱
سیارک ۶۶۶۶۱ (به انگلیسی: 66661 Wallin، نامگذاری:1999TK2) شصت و شش هزار و ششصد و شصت و یکمین سیارک کشف شده‌است که در ۲ اکتبر ۱۹۹۹ کشف شد.